# Весловське
Весло́вське (рос. Весловское) — невелике озеро лиманного типу на півдні острова Кунашир (Сахалінська область Росії). Назване через розташування біля Весловського півострова, який в свою чергу названий так через свою подібність форми до весла.
Озеро розташоване в основі Весловського півострова. Відкривається до затоки Зради широким гирлом (900 м), в центрі якого знаходиться острів шириною 560 м. Отже північний прохід має ширину 100 м, а південний — 240 м. Озеро має s-подібну форму, з невеликою мілкою (глибина 0,5 м) частиною на півдні, яка відокремлена від основної частини вузькою протокою (130 м). Дно озера піщане.